# Coronel Instituut
Het Coronel Instituut (voluit "Coronel Instituut voor Arbeid en Gezondheid") is een afdeling van het AMC in Amsterdam opgericht in 1959, die zich bezighoudt met onderzoek naar en onderwijs geeft op het gebied van arbeid en gezondheid.
Het instituut doet onderzoek naar het ontstaan en de preventie van beroepsziekten; er wordt voorlichting gegeven aan artsen, vooral bedrijfs- en verzekeringsartsen, over preventief medisch onderzoek en juiste onderzoeksmethoden voor claimbeoordeling voor de WIA.
Er worden richtlijnen opgesteld voor deze beroepsgroepen die zo veel mogelijk gebaseerd zijn op evidence-based medicine.
De polikliniek Mens en Arbeid beoordeelt medische klachten van werknemers die mogelijk het gevolg zijn van een beroepsziekte: er zijn specialisaties in huidaandoeningen als eczeem, OPS (de 'schildersziekte'), psychische stoornissen en aandoeningen van het bewegingsapparaat.
Het Nederlands Centrum voor Beroepsziekten is een aparte afdeling binnen het Coronel Instituut. Hier wordt landelijk bijgehouden welke beroepsziekten er voorkomen. Er wordt onderzoek naar gedaan en informatie verstrekt over beroepsziekten aan de overheid, maar ook aan professionals in het werkveld.
Ook is er een kenniscentrum voor verzekeringsgeneeskunde verbonden aan het Coronel Instituut. Verder heeft het instituut nauwe banden met de Netherlands School of Public and Occupational Health (NSPOH); het opleidingsinstituut voor professionals in de arbozorg en de verzekeringsgeneeskunde en de AIAS, het Amsterdamse Instituut voor Arbeidsstudies.
Het instituut is genoemd naar Samuel Senior Coronel, een van de grondleggers van de sociale geneeskunde in Nederland.